# Chiesa di Sant'Agostino (Imola)
La chiesa di Sant'Agostino sorge lungo il tratto cittadino della Via Emilia, a Imola. È stata per secoli la chiesa dei padri agostiniani.

## Storia
La chiesa fu eretta dai padri agostiniani a metà del XIV secolo, quando si trasferirono qui dal convento extraurbano posto fuori porta del Piolo.
In quegli anni infatti papa Clemente VII aveva concesso loro di occupare l'antica chiesa romanica precedentemente dedicata a san Michele Arcangelo, esistente già nel XII secolo e ricordata nei documenti come parrocchia a partire dal 1352.
Tra il XIV e il XVI secolo l'edificio fu più volte ampliato, mentre l'aspetto attuale si deve all'opera congiunta di Domenico e Cosimo Morelli. A Cosimo si deve la costruzione delle due ampie cappelle laterali, del coro e dell'altare maggiore.
Sotto la dominazione napoleonica la chiesa fu degradata a sussidiaria di Sant'Agata fino al 1826, quando ridivenne parrocchia.

## Descrizione

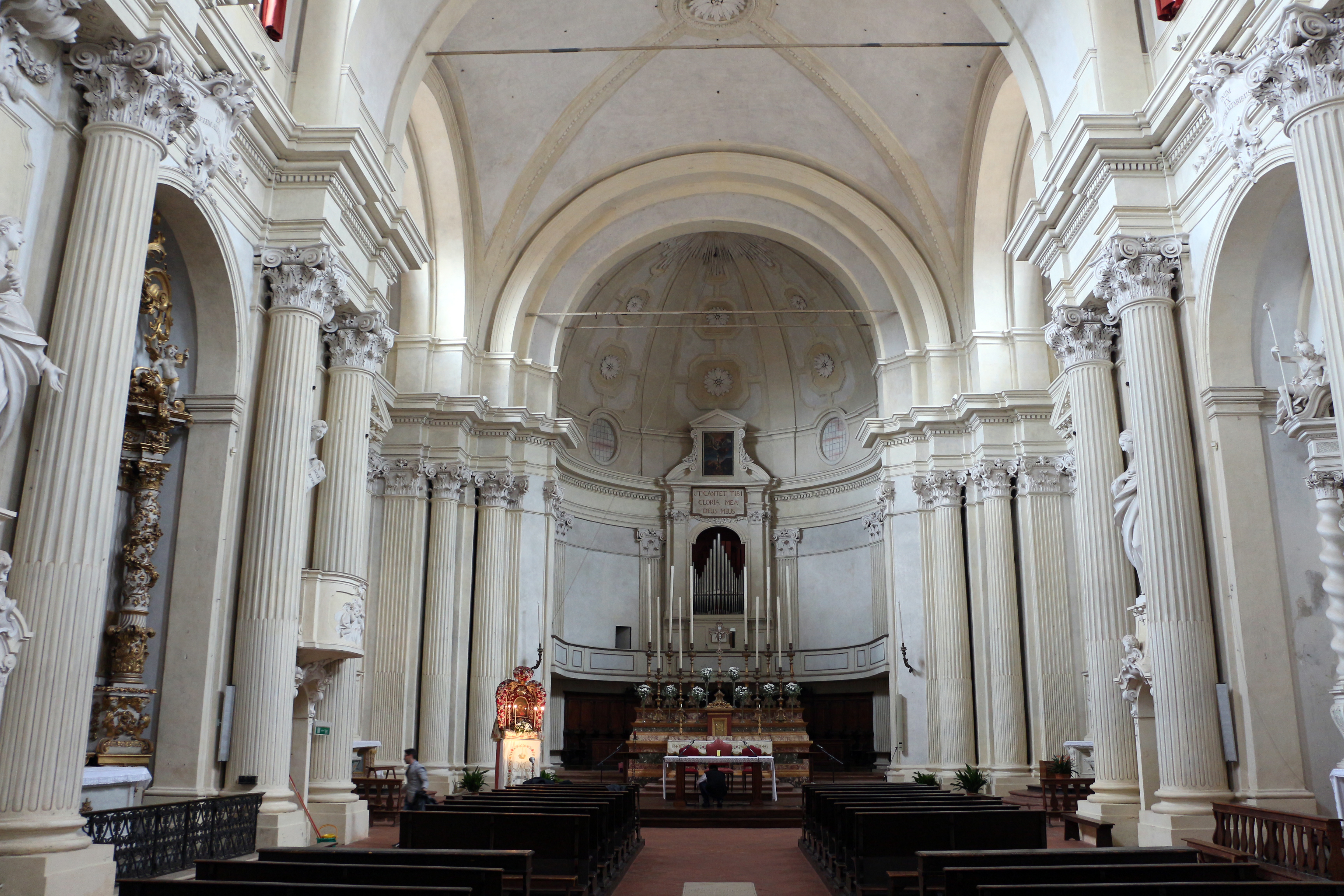
L'interno

L'esterno, di armoniosa perfezione, presenta ancora tracce ascrivibili al XII secolo, quali il rosone finemente decorato e il coronamento a mensoline lungo la facciata.
L'interno, di perfette proporzioni, ha un'unica navata su cui si aprono sei cappelle laterali. 
Sopra i confessionali vi sono sei statue, opera di Angelo e Domenico Piò. Dello scultore bolognese è anche il gruppo scultoreo sulla porta raffigurante San Michele che atterra il demonio tra due angeli.
La chiesa conserva un organo settecentesco realizzato da Giovanni Chianei (attivo nella seconda metà del XVIII secolo).